# 851
851(팔백오십일)은 850보다 크고 852보다 작은 자연수다.

## 수학
- 합성수로, 그 약수는 1, 23, 37, 851이다. 진약수의 합은 61이므로, 851은 부족수다.
- {\displaystyle 47^{3}-1}은 851로 나누어떨어진다.

## 과학
- NGC 851: 고래자리 방향에 있는 렌즈형은하.
- 851 차이시아(영어판): S형 소행성.

## 교통
- 고속도로
  - 유럽 고속도로 851호선: 몬테네그로 페트로바츠나모루에서 코소보 프리슈티나까지 이어지는 유럽 고속도로.
- 기타 도로
  - 851번 지방도: 전라남도 고흥군 풍양면에서 보성군 득량면까지 이어지는 대한민국의 지방도.
  - 851번 홋카이도도(일본어판)

## 군사
- U-851(영어판, 독일어판): 제2차 세계 대전에 사용된 나치 독일의 군용 잠수함.

## 문화유산
- 대한민국의 보물 제851호: 창경궁 관천대

## 기타
- 연도: 851년, 기원전 851년